# Tassin-la-Demi-Lune
Tassin-la-Demi-Lune è un comune francese di 22 819 abitanti situato nella metropoli di Lione della regione Alvernia-Rodano-Alpi.

## Storia

### Simboli
È raffigurato l'orologio monumentale posto al centro di un incrocio a mezzaluna delle strade reali. Inaugurato il 5 aprile 1908 è il monumento simbolo del paese.

## Società

### Evoluzione demografica
Abitanti censiti
- Wikimedia Commons contiene immagini o altri file su Tassin-la-Demi-Lune